# Mar Xantal
María del Mar Xantal i Serret (Badalona, 8 novembre 1973) è un'ex cestista spagnola.

## Carriera
Con la Spagna ha disputato i Campionati mondiali del 1994 e due edizioni dei Campionati europei (1993, 2005).